# Oleg Danilov
Oleg Danilov (em russo: Олег Даниилович Данилов) (26 de outubro de 1949 - 2 de janeiro de 2021) foi um dramaturgo e roteirista russo. Ele morreu de COVID-19 durante a pandemia de COVID-19 na Rússia.